# Beleidigung (Deutschland)
Die Beleidigung ist ein Tatbestand des deutschen Strafrechts. Sie zählt zu den Ehrdelikten und ist im 14. Abschnitt des Besonderen Teils des Strafgesetzbuchs (StGB) in § 185 normiert. Die Strafnorm schützt die persönliche Ehre. Hierzu verbietet sie Handlungen, welche die Ehre eines anderen verletzen, etwa herabwürdigende Äußerungen, Gesten oder Tätlichkeiten.
Die Beleidigung kann im Grundsatz mit einer Freiheitsstrafe bis zu einem Jahr oder mit Geldstrafe sanktioniert werden. Damit handelt es sich gemäß § 12 Abs. 2 StGB um ein Vergehen. In schweren Fällen kann eine Freiheitsstrafe bis zu zwei Jahren verhängt werden.
2023 wurden 237.784 Ehrdelikte polizeilich erfasst. Damit zählt die Beleidigung zu den häufigeren Delikten. Die Aufklärungsquote lag mit 88,7 % im Vergleich zu anderen Deliktsgruppen auf überdurchschnittlich hohem Niveau.

## Normierung und Schutzzweck
§ 185 StGB lautet seit seiner letzten Veränderung vom 3. April 2021 wie folgt:
§ 185 StGB schützt in erster Linie die persönliche Ehre. Dieses Rechtsgut wurzelt im allgemeinen Persönlichkeitsrecht, das gemäß Art. 2 Abs. 1 und Art. 1 Abs. 1 GG verfassungsrechtlich gewährleistet wird. Es setzt sich nach dem vorherrschenden dualistischen Ehrbegriff aus zwei Komponenten zusammen: dem inneren Achtungsanspruch einer Person sowie ihrem Ruf innerhalb der Gesellschaft.
In systematischer Hinsicht handelt es sich bei § 185 StGB um den Grundtatbestand der Ehrdelikte. Speziellere Tatbestände stellen die üble Nachrede (§ 186 StGB) und die Verleumdung (§ 187 StGB) dar, die sich auf das Äußern oder Verbreiten herabwürdigender Tatsachenbehauptungen gegenüber Dritten beziehen. Weiterhin gibt es den Spezialtatbestand der Gegen Personen des politischen Lebens gerichtete Beleidigung, üble Nachrede und Verleumdung (§ 188 StGB).

## Entstehungsgeschichte
Bis ins 19. Jahrhundert hinein zeichnete sich der strafrechtliche Ehrschutz durch eine große Regelungsvielfalt aus, da sich der Begriff der Ehre nach der gesellschaftlichen Stellung des Ehrträgers richtete. So enthielt beispielsweise das Preußische Allgemeine Landrecht von 1794 mehr als 150 Tatbestände, die eine Vielzahl von Ehrverletzungen unter Strafe stellten. Diese Regelungsvielfalt wurde im Zuge der Ausarbeitung des Preußischen Strafgesetzbuchs, das 1851 in Kraft trat, reduziert und durch eine geringere Anzahl an Normen ersetzt, die abstrakter gefasst wurden. Auf Basis dieses Regelwerks wurde das Strafgesetzbuch des Norddeutschen Bunds ausgearbeitet, das nach der Gründung des Deutschen Kaiserreichs zum Reichsstrafgesetzbuch weiterentwickelt wurde. Auf dessen § 185 beruht die gegenwärtige Fassung des Beleidigungstatbestandes. Diese Norm blieb inhaltlich bislang nahezu unverändert. Verändert wurden lediglich Bestimmungen zur Strafzumessung. 1876 erhöhte der Gesetzgeber die Spanne, innerhalb derer Gerichte Geldstrafen wegen Beleidigung verhängen konnten. 1969 und 1975 erfolgten sprachliche Änderungen an der Norm. 2021 erweiterte der Gesetzgeber die erhöhte Strafandrohung von bis zu zwei Jahren Freiheitsstrafe auf Beleidigungen, die öffentlich, in einer Versammlung, oder durch Verbreiten von verkörperten bzw. mittels Informations- oder Kommunikationstechnik übermittelten Inhalten begangen werden.

## Vereinbarkeit mit dem und Einfluss des Grundgesetzes
§ 185 StGB bedroht seinem Wortlaut nach die Beleidigung mit Strafe, ohne diese näher zu definieren: Da der Begriff der Beleidigung besonders wertungsoffen ist, ist er wenig aussagekräftig. Daher wurden in der Rechtswissenschaft Bedenken dahingehend geäußert, ob die Norm mit dem Bestimmtheitsgebot des Art. 103 Absatz 2 GG vereinbar ist. Das Bundesverfassungsgericht verwarf diese Bedenken: Der Tatbestand der Beleidigung sei im Laufe der Zeit durch die im Wesentlichen einheitliche Rechtsprechung hinreichend konkretisiert, sodass für jedermann erkennbar sei, ob eine Äußerung eine Beleidigung darstellt. Daher beurteilt das Gericht die Norm als verfassungsgemäß. Allerdings steht § 185 StGB in einem Spannungsverhältnis zu den durch Art. 5 Absatz 1 Satz 1 GG geschützten Kommunikationsgrundrechten, insbesondere zur durch Art. 5 Absatz 1 GG geschützten Meinungsfreiheit. Um diesen Grundrechten gerecht zu werden, richtet sich die strafrechtliche Beurteilung von Äußerungen maßgeblich nach einer Abwägung zwischen dem betroffenen Persönlichkeitsrecht und den Grundrechten des Äußernden. Neben der Abwägung im engeren Sinne ist im Rahmen der §§ 185 ff. die Meinungsfreiheit schon bei der Bestimmung des Tatbestands zu beachten. Zudem kann nach dem Bundesverfassungsgericht eine Verletzung der Meinungsfreiheit schon dadurch begründet sein, dass der Sinn einer Äußerung nicht zutreffend erfasst wird.

## Tatbestand

### Ehrträger
Opfer einer Beleidigung können nur Ehrträger sein. Dies trifft auf lebende Personen zu. Das Andenken an Verstorbene wird als Ausprägung des postmortalen Persönlichkeitsrechts nicht durch § 185 StGB, sondern durch den separaten Tatbestand des § 189 StGB geschützt.
Sofern der Täter ein Kollektiv anspricht, kann hierin eine Beleidigung einzelner Mitglieder des Kollektivs liegen. Das setzt voraus, dass sich die beleidigende Handlung des Täters dazu eignet, trotz Verwendung einer Kollektivbezeichnung einzelne Personen individuell anzusprechen. Dies ist möglich, wenn der angesprochene Personenkreis von überschaubarer Größe ist, da die Beleidigung in diesem Fall mit negativen Folgen für alle Mitglieder des Kollektivs verbunden sein kann. Die Rechtsprechung bejahte dies beispielsweise im Fall der Behauptung, einer von sieben bayerischen Landesministern sei an einem Call-Girl-Ring beteiligt. Als hinreichend überschaubare Personengruppen bewertete die Rechtsprechung beispielsweise die deutschen Ärzte, die Angehörigen der GSG 9 und die deutschen Juden. Nicht als beleidigungsfähig betrachtete sie demgegenüber etwa die Gesamtheit der Polizisten oder Christen. Bei derart großen Kollektiven kann sich niemand individuell angesprochen fühlen, sodass eine Ehrverletzung nicht in Betracht kommt.
Grundsätzlich nicht beleidigungsfähig sind nach einer Auffassung in der strafrechtlichen Literatur demgegenüber Kollektive, da diese keine Persönlichkeit besitzen, sodass sie kein Opfer einer Ehrverletzung sein können. Von diesem Prinzip sieht das Gesetz in § 194 Absatz 3 Sätze 2 und 3 StGB für Verwaltungseinrichtungen und Religionsgesellschaften des öffentlichen Rechts Ausnahmen vor. Die Rechtsprechung nimmt darüber hinausgehend an, dass jedes Kollektiv beleidigungsfähig ist, das eine rechtlich anerkannte gesellschaftliche oder wirtschaftliche Funktion erfüllt und einen einheitlichen Willen bilden kann. Nach einer anderen Auffassung in der Literatur muss die Existenz der Personengemeinschaft dazu zudem nicht vom Wechsel ihrer Mitglieder abhängig sein. Als beleidigungsfähige Kollektive erkannte die Rechtsprechung beispielsweise die Bundeswehr, Kapitalgesellschaften und Vereine an. Teilweise werden auch große Interessenverbände, etwa Gewerkschaften, als beleidigungsfähige Kollektive angesehen.
Besonders umfangreich sind Rechtsprechung und öffentliche Diskussion zu „Soldaten sind Mörder“.

### Beleidigung
Eine Beleidigung ist die Kundgabe der Missachtung oder Nichtachtung einer Person. Eine Kundgabe kann auf vielfältige Weise erfolgen, beispielsweise verbal, schriftlich, bildlich, durch Gesten oder mittels einer Tätlichkeit. Auch eine Beleidigung durch pflichtwidriges Unterlassen ist möglich. Voraussetzung hierfür ist, dass den Täter die Rechtspflicht trifft, die Kundgabe zu verhindern. Eine solche Pflicht kann zum Beispiel aus vorangegangenem gefährlichen Verhalten resultieren. So macht sich etwa wegen Beleidigung strafbar, wer eine beleidigende Schrift verfasst und anschließend nicht verhindert, dass diese durch das Handeln einer anderen Person in Umlauf gelangt.
Die Kundgabe setzt voraus, dass die Geringschätzung von einer anderen Person zur Kenntnis genommen wird. Hierzu muss diese den ehrenrührigen Sinn der Aussage erfassen, da die Ehre des Betroffenen andernfalls nicht verletzt wird. Hieran kann es beispielsweise fehlen, wenn der Täter eine dem anderen unbekannte Fremdsprache verwendet.
Keine Kundgabe liegt vor, wenn die Äußerung im engen Familienkreis und anderen vertrauten Beziehungen erfolgt. Diese teleologische Reduktion des § 185 StGB ergibt sich aus dem grundrechtlich gebotenen Schutz der Privatsphäre: Die Rechtsprechung billigt auf Grundlage des allgemeinen Persönlichkeitsrechts jeder Person ein Anrecht auf eine Sphäre zu, innerhalb derer sie ihre Meinungen über Dritte äußern kann, ohne strafrechtliche Sanktionen fürchten zu müssen. Einige Rechtswissenschaftler erstrecken dies auch auf die Kommunikation zwischen Arzt und Patient sowie zwischen Rechtsanwalt und Mandant.

#### Missachtung durch Meinungsäußerungen
Eine Meinungsäußerung ist beleidigend, wenn sie dem Opfer den Respekt als gleichwertige Rechtsperson aberkennt, indem sie den ethischen oder sozialen Wert des anderen geringer darstellt, als er tatsächlich ist. Dies ist auf vielfältige Weise denkbar, etwa durch Beschimpfen oder Zeigen des Mittelfingers. Nicht ausreichend sind demgegenüber bloße Unhöflichkeiten oder Taktlosigkeiten. Ob eine Äußerung eine Beleidigung darstellt, richtet sich im Ausgangspunkt nach einer Auslegung der verwendeten Begriffe oder Ausdrucksformen. Hierbei wird ein objektiver Maßstab angelegt: Entscheidend ist, wie eine durchschnittliche Person die Aussage auffasst. Noch unklar ist in der Rechtswissenschaft, wie sich dieser Maßstab auf Äußerungen im Internet übertragen lässt. Regelmäßig beleidigend wirkt jedoch etwa das Verwenden von Fäkalbegriffen oder Schimpfwörtern. Ebenfalls als beleidigend betrachtete die Rechtsprechung beispielsweise die Bezeichnung als ausgemolkene Ziege, als Schandfleck und Pestbeule und als Faschist. Ebenfalls als Ehrverletzung sah sie das Tragen des Kürzels ACAB auf einem Kleidungsstück sowie das Titulieren eines Polizisten als Bullen.
Ob eine Handlung beleidigend wirkt, ergibt sich jedoch nicht allein aus ihrem Inhalt. Von großer Bedeutung ist darüber hinaus der Kontext, in dem die Äußerung erfolgt. So kann beispielsweise die Bezeichnung als Jude beleidigend wirken, wenn sie als eine rassenideologische Herabsetzung erscheint. Der Begriff des Bullen stellt demgegenüber keine Beleidigung dar, wenn er nicht zur Ehrverletzung gebraucht wird. Eine Aussage, die ihrem Wortsinn nach ein nicht beleidigungsfähiges Kollektiv anspricht, kann eine Einzelperson beleidigen, wenn sich aus den Umständen ergibt, dass sich die Aussage unmittelbar gegen eine bestimmte Person richtet. Dies ist etwa der Fall, wenn sie demonstrativ gegenüber einem Vertreter des angesprochenen Kollektivs geäußert wird. So kann es zum Beispiel eine Beleidigung eines Soldaten darstellen, wenn gegenüber diesem die Behauptung aufgestellt wird, Soldaten seien Mörder. Gleiches gilt für das Kürzel ACAB. Gleiches gilt beispielsweise, wenn man das insgesamt nicht beleidigungsfähige jüdische Volk anspricht, sich mit seiner Aussage jedoch lediglich an jenen Teil des jüdischen Volkes wendet, der den Holocaust überlebt hat. Auch die Aussage, „Bullen sind Schweine“ kann während einer Verkehrskontrolle eine Beleidigung darstellen, wenn sie sich nicht an die Polizei insgesamt, sondern gerade an die anwesenden Polizeibeamten richtet.
Ob eine Äußerung ehrverletzend ist, orientiert sich auch am Umfeld, in dem sie erfolgt. Sofern in einem Kreis bestimmte Umgangsformen, etwa ein besonders rauer Ton, üblich sind, kann sich dies auf die Abgrenzung von strafloser Kommunikation und strafbarer Beleidigung auswirken. So kann beispielsweise die beleidigende Eigenschaft eines allgemein als ehrverletzend empfundenen Ausdrucks entfallen, wenn er in einer Region geäußert wird, in der der Ausdruck in vielfältiger, nicht ehrverletzender Weise genutzt wird.
Auch dienstliche Äußerungen von Amtsträgern können den Tatbestand der Beleidigung erfüllen. Dies trifft etwa auf die Frage eines Richters in einer Verhandlung gegenüber einem Prozessbeteiligten zu, ob dieser ihn nicht verstehen wolle oder zu dumm sei, ihn zu verstehen.
Vor 1973 betrachtete die Rechtsprechung regelmäßig sexualbezogene Angriffe als Beleidigung, auch wenn sie den Tatbestand eines Sexualdelikts nicht erfüllten. Dem wurde jedoch mit der Neufassung dieser Delikte durch das Vierte Gesetz zur Reform des Strafrechts von 1973 die Grundlage entzogen, da die Anwendung des § 185 StGB die neu geschaffene Systematik der Sexualdelikte unterliefe. Seitdem stellen sexualbezogene Handlungen nur dann eine Beleidigung dar, wenn ihnen ein selbstständiges herabsetzendes Element innewohnt. Seit dem 10. November 2016 kann eine derartige Handlung jedoch unter Umständen als Sexuelle Belästigung strafbar sein, sofern sie mit einer körperlichen Berührung einhergeht.

#### Missachtung durch Tatsachenbehauptungen
Auch die Behauptung einer Tatsache kann eine Beleidigung darstellen. Als Tatsachen gelten in Abgrenzung zur Meinung Sachverhalte, die dem Beweis zugänglich sind. Beleidigend kann insbesondere das Äußern einer unwahren Tatsache wirken, etwa der unbegründete Vorwurf einer Straftat. Wird eine solche Tatsache gegenüber einem Dritten geäußert, sind die Tatbestände der üblen Nachrede (§ 186 StGB) und der Verleumdung (§ 187 StGB) einschlägig, die der Beleidigung als speziellere Tatbestände vorgehen. § 185 StGB ist im Hinblick auf Tatsachenbehauptungen somit von eigenständiger Bedeutung, wenn die Tatsache lediglich gegenüber dem Betroffenen geäußert wird.
Das Behaupten wahrer Tatsachen ist demgegenüber grundsätzlich straflos. Ausnahmsweise kann dies allerdings nach § 192 StGB eine Beleidigung darstellen. Voraussetzung hierfür ist, dass die Behauptung in einer Weise erfolgt, die ehrverletzend wirkt. Eine solche Formalbeleidigung kann beispielsweise dadurch begangen werden, dass eine Tatsache in einem herabwürdigenden Ton behauptet wird. Dies trifft beispielsweise auf den Publikationsexzess zu. Hierbei wird eine Tatsache, etwa das Ausstehen von Schulden, öffentlich mit anprangernder und ehrverletzender Wirkung zur Schau gestellt.

### Vorsatz
Eine Strafbarkeit wegen Beleidigung erfordert gemäß § 15 StGB, dass der Täter mit bedingtem Vorsatz handelt. Der Täter muss daher zumindest erkennen, dass er einen anderen beleidigt, und die hiermit verbundene Herabsetzung als Folge seines Handelns billigend in Kauf nehmen. Sofern der Täter einen anderen mittels einer unwahren Tatsachenbehauptung beleidigt, muss sich sein Vorsatz auch auf die Unwahrheit der Tatsachenbehauptung erstrecken.
Beleidigt der Täter eine andere Person als die beabsichtigte Zielperson, etwa im Rahmen eines Telefonats, handelt es sich bei diesem Irrtum um einen error in persona, der den Vorsatz des Täters grundsätzlich nicht berührt.

## Rechtfertigung

### Einwilligung
Nach vorherrschender Auffassung kann in eine Beleidigung ausdrücklich oder durch schlüssiges Handeln eingewilligt werden. Begibt man sich beispielsweise in einer Diskussion auf ein unsachliches Niveau und beleidigt andere, so kann ein Gericht dies unter bestimmten Umständen als konkludente Einwilligung dafür werten, dass in der weiteren Erörterung die Beiträge nicht auf die Höflichkeitsgoldwaage gelegt werden, so dass entsprechende Äußerungen nicht strafbar sind. So versuchte beispielsweise ein Gast einer Talkshow die Ausstrahlung zu verhindern, indem er vor Gericht geltend machte, er sei während der Sendung von anderen Talkgästen beleidigt worden, und mit der Ausstrahlung der Sendung mache sich der Sender seinerseits strafbar wegen Beleidigung. Das Gericht erlaubte die Ausstrahlung jedoch mit der Begründung, der Kläger habe in der Sendung seinerseits auf niedrigem Niveau provoziert. Auch sei ihm wegen eines früheren Talkshow-Besuches bekannt gewesen, worauf er sich mit dem Besuch einer Talkshow einlasse. Dies sei als Einwilligung durch schlüssiges Verhalten zu bewerten, und daher seien die fraglichen Äußerungen nicht strafbar.

### Wahrnehmung berechtigter Interessen, § 193 StGB
Eine Beleidigung nach § 185 StGB kann gemäß § 193 StGB dadurch gerechtfertigt werden, dass sie der Wahrnehmung berechtigter Interessen dient. Als solche nennt das Gesetz beispielhaft tadelnde Urteile über wissenschaftliche, künstlerische oder gewerbliche Leistungen sowie Vorhaltungen und Rügen von Vorgesetzten.
Von Bedeutung bei der Beurteilung, ob ein berechtigtes Interesse vorliegt, ist die Garantie der Kommunikationsgrundrechte durch Art. 5 GG, insbesondere der Meinungs- und Kunstfreiheit. Bei Meinungsäußerungen zu öffentlichkeitsrelevanten Fragen vermutet die Rechtsprechung die Zulässigkeit der freien Rede. Dies wirkt sich so aus, dass in der Regel eine Abwägung unter Berücksichtigung der Gegebenheiten im Einzelfall zwischen der von der Äußerung betroffenen persönlichen Ehre und der Meinungsfreiheit nötig ist. Einen generellen Vorrang für die Meinungsfreiheit im Rahmen der Abwägung begründet dies nach dem Bundesverfassungsgericht nicht. Bei der Abwägung sind als Kriterien unter anderem der Anlass der Äußerung, die Form bzw. Einkleidung der Äußerung und die Bedeutung der Information für die Öffentlichkeit zu berücksichtigen. Äußerungen, bei denen sich wertende und tatsächliche Elemente vermengen, sind zwar insgesamt als Werturteil einzuordnen, im Rahmen der Abwägung ist in diesem Fall allerdings die Richtigkeit der tatsächlichen Bestandteile bedeutsam.
Eine Abwägung unterbleibt zu Gunsten der persönlichen Ehre, soweit Schmähung bzw. Schmähkritik, Formalbeleidigung im verfassungsrechtlichen Sinne oder Angriff auf die Menschenwürde vorliegen.
Eine Schmähkritik liegt vor, wenn der Äußernde keinen meinungsbildenden Beitrag leisten will, sondern allein die Herabsetzung eines anderen bezweckt. Um der wichtigen Funktion der Meinungsfreiheit in der demokratischen Gesellschaft gerecht zu werden, stellt das Bundesverfassungsgericht an die Annahme von Schmähkritik hohe Anforderungen: Diese liegt vor, wenn die Aussage unter jedem Gesichtspunkt ausschließlich als mutwillige Ehrverletzung zu werten ist. Dabei ist Schmähkritik nicht bloß als besonders krasse Beleidigung zu verstehen. Die Qualifikation einer ehrenrührigen Aussage als Schmähkritik und der damit begründete Verzicht auf eine Abwägung zwischen Meinungsfreiheit und Ehre erfordern regelmäßig die Berücksichtigung von Anlass und Kontext der Äußerung. Historische Vergleiche mit nationalsozialistischer Praxis begründen für sich besehen nicht die Annahme des Vorliegens von Schmähkritik. Die restriktive Handhabung der Schmähkritik durch die Rechtsprechung wird in der Rechtswissenschaft von einigen Stimmen dafür kritisiert, den Schutz der Ehre oft zu gering zu gewichten. Die Rechtsprechung ging in einem Fall von einer Schmähkritik aus, in dem ein Literaturkritiker geschrieben hatte, der Autor sei merkbefreit, steindumm, kenntnislos und talentfrei. Keine Schmähkritik sah sie demgegenüber im Vergleich eines Richters mit Roland Freisler. Hierin erblickte das entscheidende Gericht im Wesentlichen eine Kritik richterlichen Handelns im Rahmen eines anhängigen Gerichtsverfahrens. Daher diene die Äußerung nicht ausschließlich der persönlichen Herabwürdigung, sondern weise einen hinreichenden Sachbezug auf. Nicht als Schmähkritik bewertete die Rechtsprechung ferner die Bezeichnung eines Polizisten, der eine Verkehrskontrolle durchführte, als Wegelagerer.
Eine Formalbeleidigung im verfassungsrechtlichen Sinne ist eine allgemein als besonders krass empfundene Beleidigung, die nicht nur aus dem Eifer des Gefechts zu erklären ist. Dies sind aus sich heraus herabwürdigende Schimpfwörter. Als Beispiele nennt das Bundesverfassungsgericht hier Beleidigungen aus der Fäkalsprache.
Ein Angriff auf die Menschenwürde kommt nach dem Bundesverfassungsgericht nur in Betracht, „wenn sich eine Äußerung nicht lediglich gegen einzelne Persönlichkeitsrechte richtet, sondern einer konkreten Person den ihre menschliche Würde ausmachenden Kern der Persönlichkeit abspricht“.

## Qualifikation
§ 185 StGB enthält eine strafschärfende Qualifikation: Mit einer Freiheitsstrafe bis zu zwei Jahren oder mit Geldstrafe wird bestraft, wer eine Beleidigung öffentlich, in einer Versammlung, durch Verbreiten eines Inhalts (§ 11 Absatz 3) oder mittels einer Tätlichkeit begeht.
Eine Tätlichkeit ist eine Handlung, durch die der Täter unmittelbar auf den Körper des Opfers einwirkt. Beleidigend wirkt dies, wenn der Handlung ein herabsetzender Sinn innewohnt. Dies kommt beispielsweise bei Ohrfeigen, Schubsen, unsittlichem Anfassen oder Anspucken in Betracht.
Das Hinzufügen der weiteren Möglichkeiten einer Qualifikation durch die letzte Gesetzesänderung sollte insbesondere Beleidigungen im Internet erfassen.
Die Definition zu öffentlich im Sinne der Beleidigung soll nach der Begründung des Gesetzgebers an die bisherige Definition zur Üblen Nachrede in § 186 StGB anknüpfen: „Erfasst werden damit Äußerungen, die öffentlich getätigt werden, d. h. von einem größeren, nach Zahl und Individualität unbestimmten oder durch nähere Beziehungen nicht verbundenen Personenkreis wahrgenommen werden können […]. Wird eine entsprechende Äußerung zum Lesezugriff in das Internet gestellt, so ist die Tat öffentlich begangen, wenn die Äußerung für die Nutzer ohne weiteres abrufbar ist“.
Ebenso soll auch zum Qualifikationsmerkmal der Versammlung auf Tatbestände zurückgegriffen werden, zu denen die Versammlung bereits als Tatbestandsmerkmal definiert ist: „Eine Versammlung in diesem Sinn ist die räumlich zu einem bestimmten Zweck vereinigte größere Anzahl von Menschen […]. Eigenständige Bedeutung hat das Merkmal vor allem bei geschlossenen Veranstaltungen.“
Ein Inhalt ist in § 11 Abs. 3 legaldefiniert: „(3) Inhalte im Sinne der Vorschriften, die auf diesen Absatz verweisen, sind solche, die in Schriften, auf Ton- oder Bildträgern, in Datenspeichern, Abbildungen oder anderen Verkörperungen enthalten sind oder auch unabhängig von einer Speicherung mittels Informations- oder Kommunikationstechnik übertragen werden.“

## Tatort und Gerichtsstand
Bei Äußerungsdelikten kommen grundsätzlich der Handlungs- und Erfolgstatort in Betracht. Dies sind die Orte, wo die Äußerung getätigt wurde und wo diese zugeht.
Die Zuständigkeit der Staatsanwaltschaft und der Gerichtsstand ergeben sich aus diesen Orten der Handlung und des Zugangs.

## Distanztaten
Als Distanztaten kommen beispielsweise das Versenden beleidigenden Inhalts via Post, Fax oder E-Mail oder das Veröffentlichen im WWW oder das akustische Beleidigen über (Internet-)Telefonie in Frage. Bei E-Mail ist Erfolgsort der Ort des Zugangs.

## Prozessuales und Strafzumessung
Gemäß § 194 Absatz 1 Satz 1 StGB ist zur Verfolgung einer Beleidigung ein Strafantrag des Beleidigten erforderlich. Sofern die Beleidigung gegen einen Amtsträger, einen für den öffentlichen Dienst besonders Verpflichteten oder einen Soldaten der Bundeswehr während der Ausübung seines Dienstes oder in Beziehung auf seinen Dienst begangen wurde, darf gemäß §. 194 Absatz. 3 Satz. 1 StGB auch der Dienstvorgesetzte den Strafantrag stellen. Gemäß § 374 Absatz 1 Nummer 2 der Strafprozessordnung (StPO) handelt es sich bei der Beleidigung in der Regel um ein Privatklagedelikt, sodass es vom Verletzten oder anderen Privatklageberechtigten (§ 374 Absätze 2 und 3 StPO) auch ohne Mitwirken der Staatsanwaltschaft angeklagt werden kann.
Sofern sich Täter und Opfer wechselseitig beleidigen, kann das Gericht beide gemäß § 199 StGB mangels Strafbedürfnisses für straffrei erklären. Begeht der Täter die Beleidigung öffentlich oder durch Verbreiten eines Inhalts, kann der Verletzte gemäß § 200 Absatz 1 StGB beantragen, dass das Gericht die Verurteilung öffentlich bekanntgibt. Hierdurch soll zum einen der verletzte Ruf des Opfers wiederhergestellt werden. Zum anderen soll es eine zusätzliche Bestrafung des Täters darstellen.
Da es sich bei der Beleidigung um ein Vergehen handelt (siehe oben), folgt die Strafbarkeit des Versuchs nicht bereits aus § 23 Absatz 1 StGB, sondern bedürfte expliziter Anordnung. Hieran fehlt es, sodass der Versuch der Beleidigung nicht strafbar ist.
In der Praxis wird der weitaus größte Teil der Anzeigenerstatter auf den Privatklageweg verwiesen, wo diese regelmäßig nach Entrichtung der Gerichts- und Anwaltskosten erwartbar Schiffbruch erleiden. Die wenigen Fälle, in denen von Amts wegen ermittelt wird, werden zumeist wegen Geringfügigkeit nach § 153 StPO oder gegen Auflage nach § 153a StPO eingestellt. Zum Strafprozess kommt es nur bei einem recht kleinen Kreis von Opfern, bei denen Amtsträger und öffentlich wirkende Personen deutlich überrepräsentiert sind.

## Gesetzeskonkurrenzen
Trifft die Beleidigung mit weiteren Delikten zusammen, steht sie zu diesen Delikten in Gesetzeskonkurrenz. Sofern die Beleidigung mittels einer unwahren Tatsachenbehauptung erfolgt, wird sie durch die speziellen Tatbestände der üblen Nachrede (§ 186 StGB) und der Verleumdung (§ 187 StGB) verdrängt. Gleiches gilt für die Tatbestände der Verunglimpfung von Staatssymbolen (§ 90a StGB) und des Bundespräsidenten (§ 90 StGB). Beleidigt der Täter das Opfer mehrfach innerhalb kurzer Zeit, liegt eine Handlungseinheit vor. Tätliche Beleidigungen können in Tateinheit zur Körperverletzung (§ 223 StGB) stehen.
Beleidigungen in Publikationen können durch die Landespressegesetze geregelt werden. Im Regelfall gilt hier eine sehr kurze Verjährungsfrist.

## Kriminologie
Das Bundeskriminalamt gibt jährlich eine Statistik über alle in Deutschland gemeldeten Straftaten heraus, die Polizeiliche Kriminalstatistik. Seit 1993 wird das gesamte Bundesgebiet erfasst. In den Statistiken von 1991 und 1992 wurden die alten Bundesländer und das gesamte Berlin erfasst. Frühere Statistiken erfassen lediglich die alten Bundesländer.
Die Beleidigung wird in der Statistik gemeinsam mit der üblen Nachrede, der Verleumdung und dem Verunglimpfen des Andenkens Verstorbener erfasst. Die Ehrdelikte besitzen einen Gesamtanteil von knapp unter 4 % an allen gemeldeten Straftaten. Damit stellen sie siebthäufigste Deliktsgruppe in der Kriminalstatistik dar.
|      | Erfasste Fälle | Erfasste Fälle        |                  |
| Jahr | Insgesamt      | Pro 100.000 Einwohner | Aufklärungsquote |
| ---- | -------------- | --------------------- | ---------------- |
| 1987 | 72.177         | 118,1                 | 87,8 %           |
| 1988 | 78.227         | 127,7                 | 87,6 %           |
| 1989 | 81.027         | 131,3                 | 87,9 %           |
| 1990 | 79.552         | 126,9                 | 87,7 %           |
| 1991 | 79.698         | 122,6                 | 87,1 %           |
| 1992 | 83.737         | 127,3                 | 87,3 %           |
| 1993 | 99.885         | 123,4                 | 86,6 %           |
| 1994 | 103.771        | 127,6                 | 87,4 %           |
| 1995 | 115.240        | 141,3                 | 87,8 %           |
| 1996 | 117.629        | 143,8                 | 89,1 %           |
| 1997 | 126.585        | 154,3                 | 89,2 %           |
| 1998 | 130.051        | 158,5                 | 89,6 %           |
| 1999 | 136.285        | 166,1                 | 90,0 %           |
| 2000 | 152.282        | 185,3                 | 89,6 %           |
| 2001 | 161.941        | 196,9                 | 89,3 %           |
| 2002 | 162.884        | 197,6                 | 90,3 %           |
| 2003 | 164.848        | 199,7                 | 90,4 %           |
| 2004 | 174.455        | 211,4                 | 90,7 %           |
| 2005 | 179.721        | 217,8                 | 90,4 %           |
| 2006 | 187.527        | 227,5                 | 90,5 %           |
| 2007 | 193.092        | 234,6                 | 90,1 %           |
| 2008 | 193.617        | 235,5                 | 89,9 %           |
| 2009 | 200.827        | 244,9                 | 89,9 %           |
| 2010 | 208.183        | 254,5                 | 89,9 %           |
| 2011 | 210.797        | 257,9                 | 90,0 %           |
| 2012 | 216.370        | 264,4                 | 90,2 %           |
| 2013 | 222.892        | 276,8                 | 90,4 %           |
| 2014 | 225.098        | 278,7                 | 90,6 %           |
| 2015 | 218.414        | 269,0                 | 90,1 %           |
| 2016 | 234.341        | 285,2                 | 88,8 %           |

## Verwandte Tatbestände

### Verhetzende Beleidigung
Am 22. September 2021 trat der neue Tatbestand Verhetzende Beleidigung (§ 192a StGB) in Kraft.
Durch diese Norm sollen nach Ansicht des Bundesministeriums der Justiz auch solche Äußerungen strafbar sein können, bei denen es für eine Strafbarkeit wegen Beleidigung an einem Bezug auf eine konkrete Person fehle.

### Beleidigung von Organen und Vertretern ausländischer Staaten, § 103 StGB
Die Beleidigung ausländischer Staatsoberhäupter oder diplomatischer Vertreter war bis 31. Dezember 2017 in § 103 StGB gesondert unter Strafe gestellt. Die Norm brachte die bereits kraft ungeschriebenen Völkerrechts geltenden Grundsätze der Unverletzlichkeit der Staatsoberhäupter, Regierungsmitglieder und Diplomaten fremder Staaten zum Ausdruck.
Systematisch befand sich § 103 StGB zusammen mit dem tätlichen Angriff gegen Organe und Vertreter ausländischer Staaten (§ 102 StGB) und der Verletzung von Flaggen und Hoheitszeichen ausländischer Staaten (§ 104 StGB) im Abschnitt über die Straftaten gegen ausländische Staaten. Die Tathandlung in § 103 StGB entsprach jedoch der der Beleidigung nach § 185 StGB. § 103 StGB knüpfte an die Beleidigung konkreter Personen an, etwa eines bestimmten Staatsoberhauptes, eines anderen ausländischen Regierungsmitglieds, das sich zu einem Staatsbesuch in Deutschland aufhält, oder eines in Deutschland beglaubigten Botschafters.
Voraussetzung der Strafverfolgung war gemäß § 104a StGB, dass die Bundesrepublik Deutschland diplomatische Beziehungen zu dem betroffenen Staat unterhielt, die Rechtsvorschrift dort auf Gegenseitigkeit traf, die ausländische Regierung bei der Bundesregierung ein Strafverlangen äußerte und diese der zuständigen Staatsanwaltschaft die Ermächtigung zur Strafverfolgung erteilte.
Rechtshistorisch bedeutsam ist in diesem Zusammenhang eine erfolglose Gesetzesinitiative aus dem Jahr 1958, die das Verbreiten von Behauptungen über das Privatleben ausländischer Staatsoberhäupter unter Strafe stellen wollte (Lex Soraya).
Bedeutung erlangte der Beleidigungstatbestand, der seit 1871 im Deutschen Reich nur für ausländische Monarchen gilt, bereits 1949, als der Spiegel von der britischen Besatzungsmacht für zwei Wochen verboten wurde, weil er über den Thronwechsel in den Niederlanden „in allgemein beleidigendem Ton“ berichtet haben soll. Durch die alliierten Hoheitsbefugnisse war jedoch zu jener Zeit das deutsche politische Strafrecht aufgehoben, so dass erst 1953 die Vorschrift über die Beleidigung ausländischer Staatschefs wieder geltendes bundesdeutsches Recht wurde. Die erste deutsche Bundesregierung stellte während ihrer Amtszeit mehrere hundert Strafanträge wegen „politischer Beleidigung“.
Auch als Schah-Paragraf wurde der Gesetzestext bekannt, nachdem sich der Schah Mohammad Reza Pahlavi häufig auf ihn berufen hatte. 1964 sah er sich etwa durch eine karikierende Fotomontage im Kölner Stadt-Anzeiger beleidigt, worauf die verantwortlichen Mitarbeiter eine Geldstrafe zahlen mussten. 1977 wurde durch das Oberverwaltungsgericht für das Land Nordrhein-Westfalen ein zur Zeit der Pinochet-Diktatur vor der chilenischen Botschaft in Bonn gezeigtes Transparent mit der Aufschrift Mörderbande für rechtswidrig erklärt. Aktualität erhielt der Paragraf im März 2016 durch eine Satire über den türkischen Staatspräsidenten Erdoğan.
Zum 1. Januar 2018 wurde der § 103 abgeschafft, die Beleidigung von Organen und Vertretern ausländischer Staaten unterliegt heute nur noch den allgemeinen Bestimmungen über die Beleidigung. Den Anstoß zur Abschaffung gab die Böhmermann-Affäre.

### Verunglimpfung des Bundespräsidenten, § 90 StGB
Die Verunglimpfung des Bundespräsidenten ist als spezielle Form der Beleidigung in § 90 StGB geregelt. Hiernach wird mit Freiheitsstrafe von drei Monaten bis zu fünf Jahren bestraft, wer den Bundespräsidenten öffentlich verunglimpft. Eine Verunglimpfung stellt eine besonders schwerwiegende Ehrverletzung dar.